# 2907 Nekrasov
2907 Nekrasov là một tiểu hành tinh vành đai chính được phát hiện bởi Nikolai Stepanovich Chernykh ngày 3 tháng 10 năm 1975. Tên chỉ định của nó là 1975 TT2. Nekrasov có thể có đường kính 13 km đến 30 km.